# Primera batalla d'El Alamein
La primera batalla d'El Alamein, entre l'1 de juliol i el 27 de juliol de 1942 va ser una batalla de la campanya del Desert Occidental de la Segona Guerra Mundial, lliurada a Egipte entre forces de l'Eix (alemanys i italians) de l'exèrcit Panzer d'Àfrica, que incloïa l' Afrika Korps, comandat per Erwin Rommel i les forces aliades (Imperi Britànic i Commonwealth) el 8è Exèrcit britànic, comandat pel general Claude Auchinleck. La batalla d'El Alamein s'emmarca en la campanya del desert oriental, amb l'intent de control per d'Egipte i el Canal de Suez, part de l'eix, una ruta important per al trànsit de subministraments.Després de la derrota a la batalla de Gazala el juny de 1942, el 8è Exèrcit britànic es va retirar de Mersa Matruh a la línia d'El Alamein, a Egipte, un espai de 60 km entre la ciutat d'El Alamein a la costa del Mediterrani i la depressió de Qattara, al desert al sud.
En aquesta batalla, els britànics van aturar un segon avanç de les forces de l'Eix cap a Egipte. Posicions de l'eix prop de l'Alamein, a només 106 km d'Alexandria, es trobaven perillosament a prop dels ports i ciutats d'Egipte, les instal·lacions base de les forces de la Commonwealth i el canal de Suez. No obstant això, les forces de l'Eix estaven massa allunyades de la seva base a Trípoli a Líbia per romandre a El Alamein indefinidament, la qual cosa va portar ambdues parts a acumular subministraments per a més ofensives, contra les limitacions de temps i distància.

## Antecedents

###### Retirada de Gazala
Després de la seva derrota a la batalla de Gazala a l'est de Líbia el juny de 1942, el Vuitè Exèrcit britànic, comandat pel tinent general Neil Ritchie, s'havia retirat a l'est de la línia de Gazala cap al nord-oest d'Egipte fins a Mersa Matruh, aproximadament a 160 km dins de la frontera. Ritchie havia decidit no mantenir les defenses a la frontera egípcia, perquè el pla defensiu era perquè la infanteria mantingués les localitats defensades i una forta força blindada darrere d'elles per fer front a qualsevol intent de penetrar o flanquejar les defenses fixes. Com que el general Ritchie pràcticament no tenia unitats blindades aptes per lluitar, les posicions d'infanteria serien derrotades. El pla de defensa de Mersa també incloïa una reserva blindada, però en la seva absència Ritchie creia que podria organitzar la seva infanteria per cobrir els camps de mines entre les localitats defensades per evitar que els enginyers de l'Eix tinguessin accés sense oposició.
Per defensar la línia de Matruh, Ritchie va col·locar la 10a Divisió d'Infanteria índia (a la mateixa Matruh) i la 50a Divisió d'Infanteria (Northumbria) (uns 24 km per la costa a Gerawla) sota el QG del X Cos, recentment arribat de Síria. A l'interior del X Cos hi hauria el XIII Cos amb la 5a Divisió d'Infanteria índia (amb només una brigada d'infanteria, la 29a Índia i dos regiments d'artilleria) al voltant de Sidi Hamza uns 32 km terra endins, i la recentment arribada 2a Divisió de Nova Zelanda (una brigada curta, la 6a, que havia quedat fora de combat en cas que la divisió fos capturada i calgués servir com a nucli d'una nova divisió) a Minqar Qaim (a l'escarpa 48 km  terra endins) i 1a Divisió blindada al desert obert al sud. La 1a Divisió Blindada s'havia fet càrrec de la 4a i la 22a Brigades Cuirassades de la 7a Divisió Cuirassada que en aquell moment només tenia tres regiments de tancs (batallons) entre ells.
El 25 de juny, el general Claude Auchinleck —comandant en cap (C-en-C) Comandament de l'Orient Mitjà— va rellevar Ritchie i va assumir el comandament directe del Vuitè Exèrcit. Va decidir no buscar un enfrontament decisiu a la posició de Mersa Matruh. Va concloure que la seva inferioritat armes després de la derrota de Gazala, significava que no podria evitar que Rommel travessés el seu centre o envoltant el seu flanc esquerre obert cap al sud de la mateixa manera que ho va fer a Gazala. En canvi, va decidir emprar tàctiques dilatòries mentre en retirava 160 km (99 mi) més o més a l'est fins a una posició més defensable prop d'El Alamein a la costa mediterrània. Només 64 km al sud d'El Alamein, els forts pendents de la depressió de Qattara descartaven la possibilitat que l'armada de l'Eix es mogués pel flanc sud de les seves defenses i limitava l'amplada del front que havia de defensar.

### Batalla de Mersa Matruh
Mentre preparava les posicions d'Alamein, Auchinleck va lluitar amb fortes accions retardadores, primer a Mersa Matruh del 26 al 27 de juny i després a Fuka el 28 de juny. El tardà canvi d'ordres va provocar una certa confusió a les formacions avançades (X Cos i XIII Cos) entre el desig d'infligir danys a l'enemic i la intenció de no quedar atrapat a la posició de Matruh sinó de retirar-se en ordre. El resultat va ser una mala coordinació entre els dos cossos avançats i les unitats dins d'ells. A la fi del 26 de juny, la 90a Divisió lleugera i la 21a Divisió Panzer alemanyes van aconseguir trobar el seu camí a través dels camps de mines al centre del front. A primera hora del 27 de juny, reprenent el seu avanç, la 90th Light va ser controlada per l'artilleria de la 50th Divisió britànica. Mentrestant, la 15a i la 21a Divisió Panzer van avançar cap a l'est per sobre i per sota de l'escarpa. La 15a Divisió Panzer va ser bloquejada per la 4a Brigada Blindada i la 7a Brigada de Motor, però la 21a Divisió Panzer va rebre l'ordre d'atacar Minqar Qaim. Rommel va ordenar a la 90th Light que reprengués el seu avanç, i li va obligar a tallar la carretera de la costa darrere de la 50th Divisió al vespre. Quan la 21a Divisió Panzer es va traslladar a Minqar Qaim, la 2a Divisió de Nova Zelanda es va trobar envoltada però va trencar el cercle la nit del 27/28 de juny sense pèrdues greus i es va retirar cap a l'est.

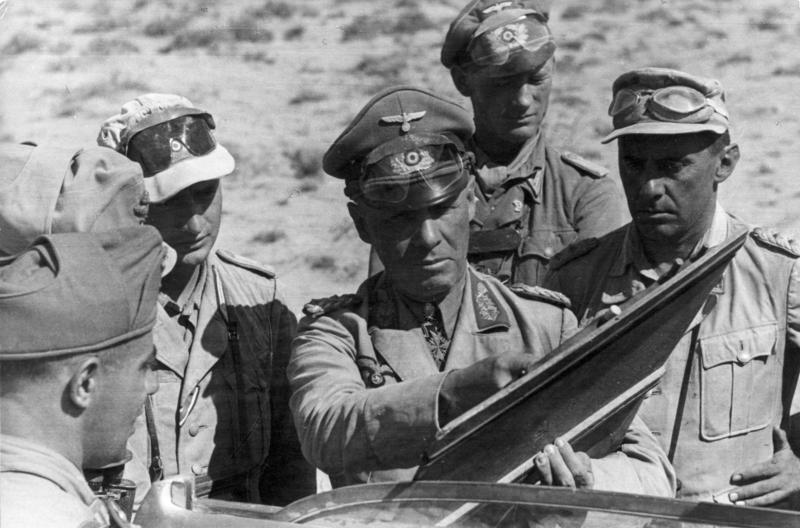
Rommel al nord d'Àfrica (juny de 1942).

Auchinleck havia planejat una segona posició de retard a Fuka, uns 48 km a l'est de Matruh, i a les 21:20 va donar les ordres de retirada cap a Fuka. La confusió en la comunicació va fer que la divisió es retirés immediatament a la posició d'El Alamein. El X Cos, després d'haver fet un intent infructuós d'assegurar una posició a l'escarpa, es va quedar fora de contacte amb el Vuitè Exèrcit des de les 19:30 fins a les 04:30 del matí següent. Només llavors van descobrir que s'havia donat l'ordre de retirada. La retirada del XIII Cos havia deixat al descobert el flanc sud del X Cos a la costa de Matruh i la seva línia de retirada compromesa pel tall de la carretera costanera 27 km a l'est de Matruh. Van rebre l'ordre de sortir cap al sud al desert i després fer el seu camí cap a l'est. Auchinleck va ordenar al XIII Cos que proporcionés suport, però no estaven en condicions de fer-ho. A les 21:00 del 28 de juny, el X Cos —organitzat en grups de brigada— es va dirigir cap al sud. A la foscor, hi va haver una confusió considerable quan es van trobar amb unitats enemigues preparades per a la nit. En el procés, la 5a Divisió índia en particular va patir grans baixes, inclosa la destrucció de la 29a Brigada d'Infanteria Índia a Fuka. Les forces de l'Eix van capturar més de 6.000 presoners, a més de 40 tancs i una enorme quantitat de subministraments.

## Preludi

La zona de batalla del desert occidental, juliol de 1942.

### Defenses a El Alamein
Alamein en si era una estació de ferrocarril sense importància a la costa. Uns 16 km al sud es trobava la cresta de Ruweisat, una baixa prominència pedregosa que donava una excel·lent observació durant moltes milles sobre el desert circumdant; 32 km al sud hi havia la depressió de Qattara. La línia que els britànics van triar per defensar s'estenia entre el mar i la depressió, la qual cosa significava que Rommel només podia flanquejar-la fent un desviament significatiu cap al sud i travessant el desert del Sàhara. L'exèrcit britànic a Egipte ho va reconèixer abans de la guerra i va fer que el Vuitè Exèrcit comencés la construcció de diverses "caixes" (localitats amb excavacions i envoltades de camps de mines i filferro de pues), les més desenvolupades al voltant de l'estació de ferrocarril d'Alamein. La major part de la "línia" era desert obert i buit. El tinent general William Norrie (oficial general al comandament del XXX Cos [GOC]) va organitzar la posició i va començar a construir tres "caixes" defensades. El primer i el més fort, a El Alamein, a la costa, havia estat en part cablejat i explotat per la 1a Divisió Sud-africana. La capsa de Bab el Qattara: a uns 32 km de la costa i 13 km al sud-oest de la cresta de Ruweisat: s'havia excavat però no havia estat cablejat ni extret, mentre que a la caixa de Naq Abu Dweis (a la vora de la depressió de Qattara), 55 km de la costa, s'havia fet molt poca feina.

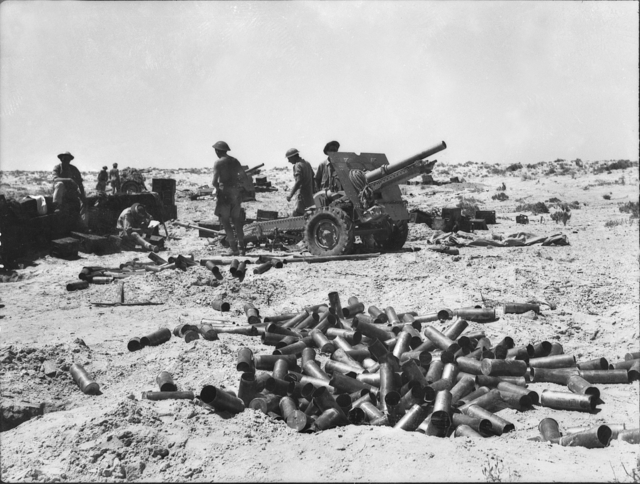
25 canons pdr del 2/8è regiment de camp, Royal Australian Artillery a El Alamein, 12 de juliol de 1942.

La posició britànica a Egipte era desesperada, la derrota de Mersa Matruh havia creat un pànic a la seu britànica al Caire, cosa que més tard es va anomenar "la solapa". En el que es va denominar "Dimecres de Cendra", a la seu britànica, les unitats de la rereguarda i l'ambaixada britànica, es van cremar papers de pressa en previsió de la caiguda de la ciutat. Auchinleck, tot i que creia que podria aturar Rommel a Alamein, va sentir que no podia ignorar la possibilitat que pogués tornar a ser superat. Per mantenir el seu exèrcit, s'han de fer plans per a la possibilitat d'una nova retirada mentre es manté la moral i el suport i la cooperació dels egipcis. Es van construir posicions defensives a l'oest d'Alexandria i als acostaments al Caire, mentre que zones considerables del delta del Nil estaven inundades. L'Eix també creia que la presa d'Egipte era imminent; El líder italià Benito Mussolini —percepció d'un moment històric— va volar a Líbia per preparar la seva entrada triomfal al Caire.
La dispersió del X Cos a Mersa Matruh va interrompre el pla d'Auchinleck per ocupar les defenses d'Alamein. El 29 de juny, va ordenar que el XXX Cos —la 1a divisions sud-africana, la 5a i la 10a divisions índies— prenguessin el sector costaner a la dreta del front i el XIII Cos —la 2a Divisió de Nova Zelanda i la 4a divisions índies— a l'esquerra. Les restes de la 1a Divisió Blindada i la 7a Divisió Cuirassada s'havien de mantenir com a reserva de l'exèrcit mòbil. La seva intenció era que les posicions defensives fixes canalitzessin i desorganitzessin l'avanç de l'enemic mentre les unitats mòbils atacarien els seus flancs i rereguarda.
El 30 de juny, el Panzerarmee Afrika de Rommel es va apropar a la posició d'Alamein. Les forces de l'Eix estaven esgotades i amb poca força. Rommel els havia fet avançar despietadament, confiant que, sempre que colpejava ràpidament abans que el Vuitè Exèrcit tingués temps d'establir-se, el seu impuls el portaria a través de la posició d'Alamein i llavors podria avançar cap al Nil amb poca oposició més. Els subministraments continuaven sent un problema perquè el personal de l'Eix havia esperat inicialment una pausa de sis setmanes després de la captura de Tobruk. Les unitats aèries alemanyes també estaven esgotades i van oferir poca ajuda contra l'atac total de la RAF a les línies de subministrament de l'Eix que, amb l'arribada dels bombarders pesats de les Forces Aèries de l'Exèrcit dels Estats Units (USAAF), van poder arribar fins a Bengasi. Tot i que els subministraments capturats van resultar útils, l'aigua i les municions eren constantment escasses, mentre que l'escassetat de transport va impedir la distribució dels subministraments que tenien les forces de l'Eix.

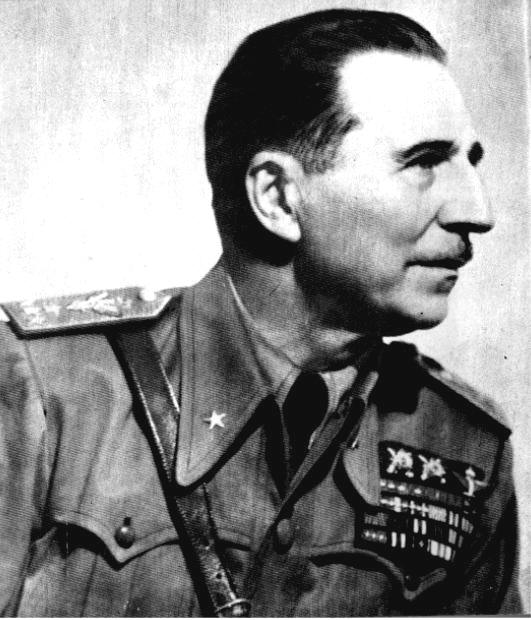
El mariscal Ettore Bastico, comandant suprem de les Forces de l'Eix al nord d'Àfrica i superior de Rommel.

### Pla d'atac de l'eix
El pla de Rommel era que la 90a Divisió Lleugera i les 15a i 21a divisions Panzer de l' Afrika Korps penetressin a les línies del Vuitè Exèrcit entre la caixa d'Alamein i Deir el Abyad (que creia que estava defensada). Aleshores, la 90a Divisió Lleugera havia de virar cap al nord per tallar la carretera costanera i atrapar els defensors de la caixa Alamein (que Rommel pensava que estava ocupada per les restes de la 50a Divisió d'Infanteria) i l'Afrika Korps giraria cap a la dreta per atacar la rereguarda del XIII Cos.

## La batalla
Una divisió italiana havia d'atacar el quadre d'Alamein des de l'oest i una altra havia de seguir la 90a divisió lleugera. El XX Cos italià havia de seguir l' Afrika Korps i tractar amb la caixa de Qattara mentre que la 133a Divisió Blindada "Littorio" i les unitats de reconeixement alemanyes protegirien el flanc dret. Rommel havia planejat atacar el 30 de juny, però les dificultats de subministrament i transport havien provocat un retard d'un dia, vital per a la reorganització de les forces defensores a la línia d'Alamein. El 30 de juny, la 90a Divisió Lleugera encara tenia 24 km abans de la seva línia de sortida, la 21a Divisió Panzer va quedar immobilitzada per falta de combustible i el suport aeri promès encara no havia de traslladar-se als seus aeròdroms avançats.

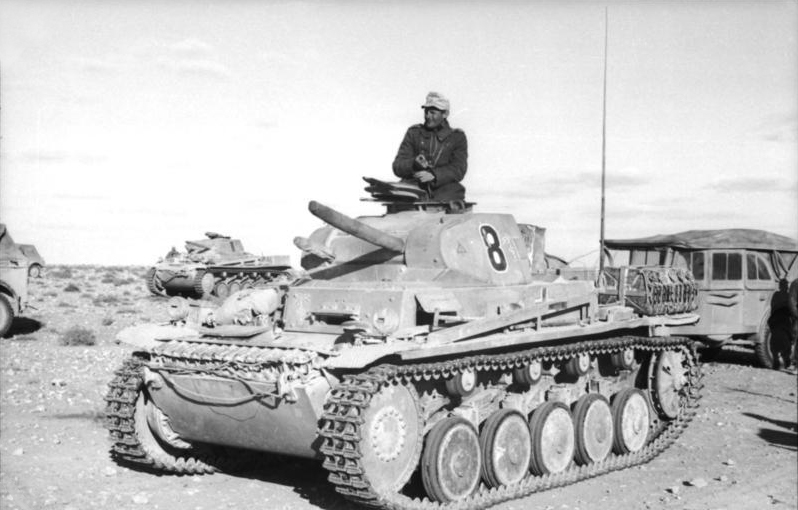
Un Panzer II de l' Afrika Korps.

### Atacs a l'Àfrica de l'exèrcit Panzer
A les 03:00 de l'1 de juliol, la 90a Divisió d'Infanteria Lleugera va avançar cap a l'est però es va desviar massa al nord i es va topar amb les defenses de la 1a Divisió Sud-africana i es va quedar atrapada. La 15a i la 21a Divisions Panzer de l'Afrika Korps es van retardar per una tempesta de sorra i després un fort atac aeri. Era a plena llum del dia quan van donar la volta per la part posterior de Deir el Abyad on van trobar la característica a l'est ocupada per la 18a Brigada d'Infanteria Índia que, després d'un viatge precipitat des de l'Iraq, havia ocupat la posició exposada just a l'oest de Ruweisat Ridge i a l'est de Deir el Abyad a Deir el Shein per crear caps de defensa addicionals al final de juny.
Cap a les 10:00 de l'1 de juliol, la 21a Divisió Panzer va atacar Deir el Shein. La 18a Brigada d'Infanteria de l'Índia, amb el suport de 23 obusos de 25 lliures, 16 dels nous canons antitanc de 6 lliures i nou tancs Matilda, va aguantar tot el dia en lluita desesperada, però al vespre els alemanys van aconseguir superar-los. El temps que van comprar va permetre a Auchinleck organitzar la defensa de l'extrem occidental de Ruweisat Ridge. La 1a Divisió Blindada havia estat enviada per intervenir a Deir el Shein. Van topar amb la 15a Divisió Panzer al sud de Deir el Shein i la van conduir cap a l'oest. Al final de la lluita del dia, l' Afrika Korps tenia 37 tancs fora del seu complement inicial de 55.
A primera hora de la tarda, el 90th Light s'havia desvinculat de les defenses de la caixa d'El Alamein i va reprendre el seu moviment cap a l'est. Va ser sota el foc d'artilleria dels tres grups de brigades sud-africanes i es va veure obligat a excavar.
El 2 de juliol, Rommel va ordenar la represa de l'ofensiva. Una vegada més, el 90th Light no va poder avançar, així que Rommel va cridar a l' Afrika Korps perquè abandonés el seu escombrat planificat cap al sud i s'unís a l'esforç per trencar la carretera de la costa atacant a l'est cap a Ruweisat Ridge. La defensa britànica de Ruweisat Ridge es basava en una formació improvisada anomenada "Robcol", formada per un regiment cadascun d'artilleria de camp i d'artilleria antiaèria lleugera i una companyia d'infanteria. Robcol, en línia amb la pràctica normal de l'exèrcit britànic per a formacions ad hoc, va rebre el nom del seu comandant, el brigadier Robert Waller, el comandant de l'artilleria reial de la 10a divisió d'infanteria índia. Robcol va poder guanyar temps i, a última hora de la tarda, les dues brigades blindades britàniques es van unir a la batalla amb la 4a Brigada Blindada enfrontant-se al 15è Panzer i la 22a Brigada Blindada al 21è Panzer, respectivament. Van fer retrocedir els atacs repetits de l'armadura de l'Eix, que després es va retirar abans del capvespre. Els britànics van reforçar Ruweisat la nit del 2 de juliol. L'ara ampliat Robcol es va convertir en "Walgroup". Mentrestant, la Royal Air Force (RAF) va fer atacs aeris intensos contra les unitats de l'Eix.
L'endemà, 3 de juliol, Rommel va ordenar a l' Afrika Korps que reprengués el seu atac a la cresta de Ruweisat amb el XX Cos Motoritzat italià al seu flanc sud. El X Cos italià, per la seva banda, havia de mantenir El Mreir. En aquesta etapa, l' Afrika Korps només tenia 26 tancs operatius. Hi va haver un fort intercanvi de blindats al sud de la cresta de Ruweisat durant el matí i es va mantenir l'avanç de l'Eix principal. El 3 de juliol, la RAF va fer 780 sortides.
Per alleujar la pressió a la dreta i al centre de la línia del Vuitè Exèrcit, el XIII Cos a l'esquerra va avançar des de la caixa de Qattara (coneguda pels neozelandesos com la caixa de Kaponga). El pla era que la 2a Divisió de Nova Zelanda, amb les restes de la 5a Divisió índia i la 7a Brigada de Motors sota el seu comandament, es desviés cap al nord per amenaçar el flanc i la rereguarda de l'Eix. Aquesta força es va trobar amb l'artilleria de la 132a Divisió Blindada "Ariete", que conduïa pel flanc sud de la divisió mentre atacava Ruweisat. El comandant italià va ordenar als seus batallons que s'escapessin independentment, però l' Ariete va perdre 531 homes (uns 350 eren presoners), 36 peces d'artilleria, sis (o vuit?) tancs i 55 camions. Al final del dia, la divisió Ariete només tenia cinc tancs. El dia va acabar una vegada més amb l' Afrika Korps i l'Ariete que van quedar en segon lloc per davant dels superiors de la 22a Brigada Blindada i la 4a Brigada Cuirassada britànica, frustrant els intents de Rommel de reprendre el seu avanç. La RAF va tornar a fer el seu paper, realitzant 900 sortides durant el dia.
Cap al sud, el 5 de juliol el grup neozelandès va reprendre el seu avanç cap al nord cap a El Mreir amb la intenció de tallar la rereguarda de la Divisió Ariete . Un fort foc de la 27a Divisió d'Infanteria italiana "Brescia" a El Mreir, però, 8 km  al nord de la caixa de Qattara, van comprovar el seu progrés i van portar al XIII Cos a suspendre el seu atac.

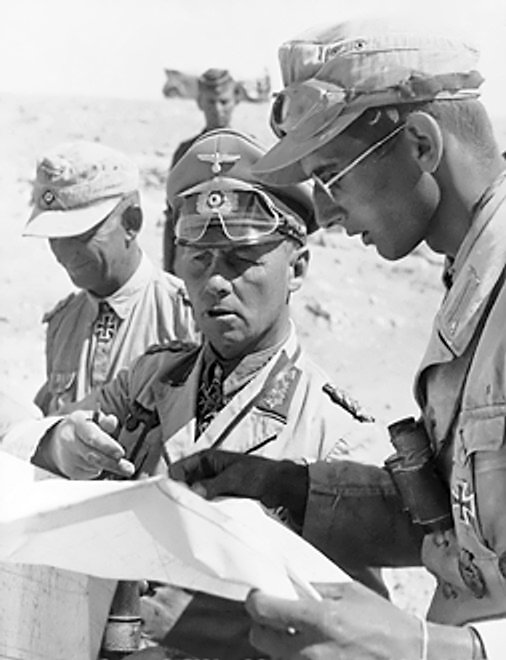
El mariscal de camp Erwin Rommel, amb els seus ajudants durant la campanya del desert, 1942.

### Rommel s'endinsa
En aquest punt, Rommel va decidir que les seves forces esgotades no podien avançar més sense descansar i reagrupar-se. Va informar a l'Alt Comandament alemany que les seves tres divisions alemanyes comptaven amb només 1.200-1.500 homes cadascuna i que el reaprovisionament era molt problemàtic a causa de la interferència de l'enemic des de l'aire. Esperava haver de romandre a la defensiva almenys dues setmanes.
En aquell moment Rommel patia l'extensió de les seves línies de subministrament. La Força Aèria Aliada del Desert (DAF) s'estava concentrant ferotgement en les seves fràgils i allargades rutes de subministrament, mentre que les columnes mòbils britàniques que es desplaçaven cap a l'oest i atacaven des del sud estaven causant estralls a les escales posteriors de l'Eix. Rommel es podia permetre encara menys aquestes pèrdues, ja que els enviaments des d'Itàlia s'havien reduït substancialment (al juny va rebre 4,500 t de subministraments enfront de 31,000 t al maig i 400 vehicles (en comparació amb 2.000 al maig). Mentrestant, el Vuitè Exèrcit s'estava reorganitzant i reconstruint, beneficiant-se de les seves curtes línies de comunicació. El 4 de juliol, la 9a Divisió australiana havia entrat a la línia al nord, i el 9 de juliol la 5a Brigada d'Infanteria de l'Índia també va tornar, prenent la posició de Ruweisat. Al mateix temps, la fresca 161a Brigada d'Infanteria índia va reforçar l'esgotada 5a Divisió d'Infanteria índia.

### Tel el Eisa
El 8 de juliol, Auchinleck va ordenar al nou comandant del XXX Cos, el tinent general William Ramsden, que captures les carenes baixes de Tel el Eisa i Tel el Makh Khad i després empènyera els grups de batalla mòbils cap al sud cap a Deir el Shein i els grups d'atac a l'oest cap als aeròdroms d'El Daba. Mentrestant, el XIII Cos impediria que l'Eix mogués tropes cap al nord per reforçar el sector costaner. Ramsden va encarregar a la 9a Divisió australiana amb el 44è Regiment de Tancs Reials al comandament amb l'objectiu Tel el Eisa i a la 1a Divisió sud-africana amb vuit tancs de suport, Tel el Makh Khad. Els atacs havien de ser proporcionats per la 1a Divisió Blindada.
Després d'un bombardeig que va començar a les 03:30 del 10 de juliol, la 26a Brigada australiana va llançar un atac contra la carena al nord de l'estació de Tel el Eisa al llarg de la costa (Trig 33). El bombardeig va ser el bombardeig més pesat que s'ha experimentat fins ara al nord d'Àfrica, que va crear pànic entre els soldats inexperts de la 60a Divisió d'Infanteria italiana "Sabratha" que només acabaven d'ocupar esquitxades defenses al sector. L'atac australià va prendre més de 1.500 presoners, va derrotar una divisió italiana i va envair la German Signals Intercept Company 621. Mentrestant, els sud-africans havien pres Tel el Makh Khad a última hora del matí i estaven en posicions de cobertura.
Elements de la 164a divisió lleugera alemanya i la 101a divisió motoritzada italiana "Trieste" van arribar per tapar la bretxa trencada a les defenses de l'Eix. Aquella tarda i vespre, els tancs de la 15a Divisió Panzer alemanya i la italiana Trieste van llançar contraatacs contra les posicions australianes, els contraatacs van fracassar davant l'aclaparadora artilleria aliada i els canons antitanc australians.
A la primera llum  del dia de l'11 de juliol, el 2/24 Batalló australià recolzat per tancs del 44è Regiment de Tancs Reials va atacar l'extrem occidental del turó Tel el Eisa (punt 24). A primera hora de la tarda, la funció va ser capturada i després es va mantenir contra una sèrie de contraatacs de l'Eix durant tot el dia. Aleshores, una petita columna de blindatge, infanteria motoritzada i canons va partir per atacar Deir el Abyad i va fer que un batalló d'infanteria italiana es rendia. El seu progrés es va comprovar a la carena de Miteirya i es va veure obligat a retirar-se aquell vespre a la llotja d'El Alamein. Durant el dia, es van fer més de 1.000 presoners italians.
El 12 de juliol, la 21a Divisió Panzer va llançar un contraatac contra Trig 33 i Point 24, que va ser derrotat després d'una lluita de dues hores i mitja, amb més de 600 alemanys morts i ferits escampats davant de les posicions australianes. L'endemà, la 21a Panzerdivision va llançar un atac contra el Punt 33 i les posicions sud-africanes al box d'El Alamein. A la Llotja El Alamein, la Royal Durban Light Infantry (RDLI) es va enfrontar amb tota la força dels atacs alemanys. El RDLI no disposava de canons antitanc adequats i l'artilleria alemanya va tallar els cables telefònics sud-africans, interrompent el seu suport d'artilleria de camp. L'atac va ser aturat amb un intens foc d'artilleria dels defensors. Tot i que els sud-africans van rebutjar l'atac alemany, a les 16:10, els tancs i bombarders en picada alemanys havien avançat fins a 300 metres de les posicions sud-africanes. El 9è d'artilleria de camp australiana, el 7è regiment mitjà britànic va haver d'ajudar a rebutjar l'atac alemany. A l'última llum, el 79è Regiment Antitanc Britànic es va desplegar per ajudar les forces sud-africanes, però l'atac alemany s'estava esgotant. Les pèrdues sud-africanes el 13 de juliol van suposar nou morts i 42 ferits.
Les baixes sud-africanes van ser relativament lleugeres a causa de la seva habilitat per resistir els atacs alemanys van negar les seves baixes. Si la Caixa d'El Alamein hagués estat capturada per les forces de Rommel, les conseqüències per al Vuitè Exèrcit haurien estat devastadores; la línia d'El Alamein s'hauria trencat, i les forces australianes haurien estat tallades del Vuitè Exèrcit i forçades a una retirada general al delta del Nil. Rommel encara estava decidit a expulsar les forces britàniques del sortint nord. Encara que els defensors australians s'havien vist forçats a marxar del punt 24, s'havien infligit grans baixes a la 21a Panzerddivision . Un altre atac es va fer el 15 de juliol, però no va fer front a una resistència tenaç. El 16 de juliol, els australians, amb el suport de tancs britànics, van llançar un atac per intentar prendre el Punt 24, però van ser obligats a retrocedir pels contraatacs alemanys, patint gairebé el cinquanta per cent de baixes.
Després de set dies de ferotges combats, la batalla al nord per la sortida de Tel el Eisa es va acabar. La 9a Divisió australiana va calcular que almenys 2.000 soldats de l'Eix havien mort i més de 3.700 presoners de guerra van ser presoners a la batalla. Possiblement, la característica més important de la batalla, però, va ser que els australians havien capturat Signals Intercept Company 621, que havia estat proporcionant a Rommel una informació inestimable de les comunicacions de ràdio britàniques.

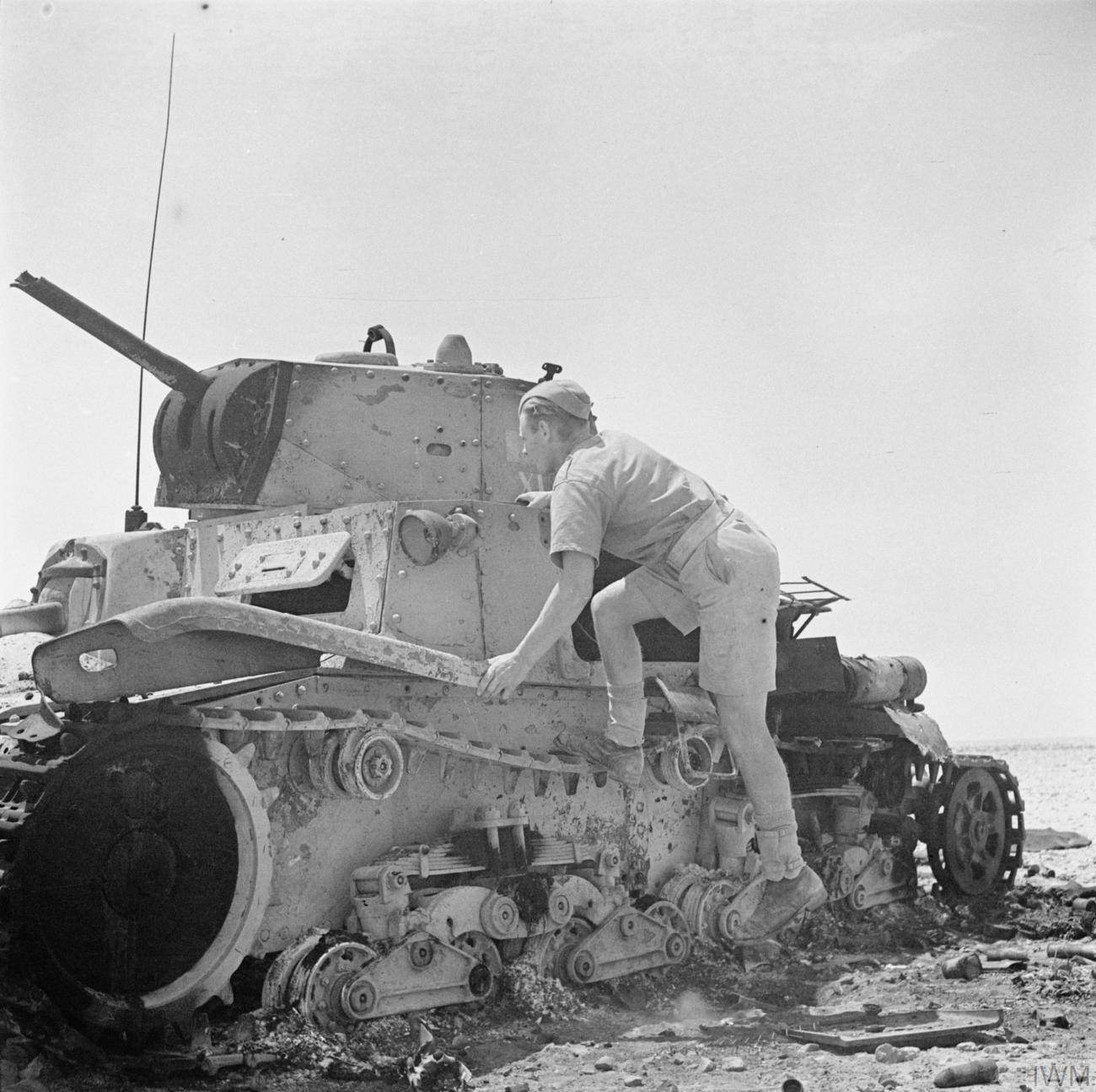
Un soldat inspecciona un tanc italià M13/40 que va ser noquejat prop d'El Alamein, l'11 de juliol de 1942

### Primera batalla de Ruweisat Ridge
A mesura que les forces de l'Eix s'enterraven, Auchinleck, després d'haver atregut diverses unitats alemanyes al sector costaner durant els combats de Tel el Eisa, va desenvolupar un pla anomenat Operació Bacon per atacar la 17a Divisió d'Infanteria italiana "Pavia" i les divisions de Brescia al centre del front a la cresta de Ruweisat. La intel·ligència de senyals donava a Auchinleck detalls clars de l'ordre de batalla i disposicions de la força de l'Eix. La seva política era "... colpejar els italians sempre que fos possible a causa de la seva baixa moral i perquè els alemanys no poden mantenir fronts extensos sense ells".

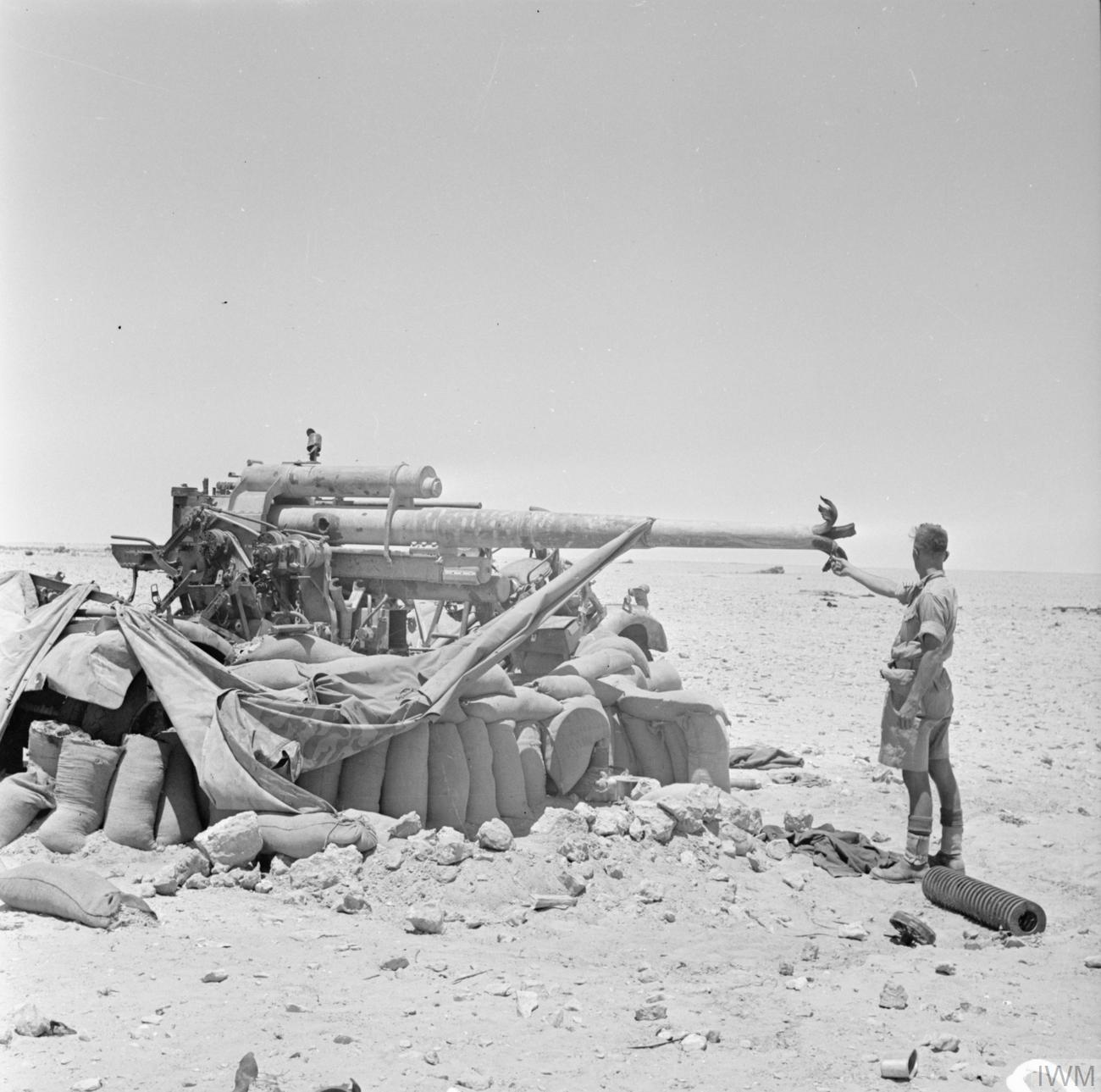
Un canó antitanc alemany de 88 mm capturat i destruït per les tropes de Nova Zelanda prop d'El Alamein, el 17 de juliol de 1942.

La intenció era que la 4a Brigada de Nova Zelanda i la 5a Brigada de Nova Zelanda (a la dreta de la 4a Brigada) ataquessin pel nord-oest per apoderar-se de la part occidental de la cresta i a la seva dreta la 5a Brigada d'Infanteria índia per capturar la part oriental de la cresta en un atac nocturn. Aleshores, la 2a Brigada Blindada passaria pel centre dels objectius d'infanteria per explotar cap a Deir el Shein i la cresta de Miteirya. A l'esquerra, la 22a Brigada Cuirassada estaria disposada a avançar per protegir la infanteria mentre es consolidava a la carena.
L'atac va començar a les 23:00 del 14 de juliol. Poc abans de l'alba del 15 de juliol, les dues brigades neozelandeses van prendre els seus objectius, però els camps de mines i les bosses de resistència que van deixar enrere l'avanç de les tropes avançades van crear un desordre entre els atacants, impedint l'avançament de les reserves, l'artilleria i les armes de suport. Com a resultat, les brigades de Nova Zelanda van ocupar posicions exposades a la carena sense armes de suport, excepte per uns quants canons antitanc. Més significativament, les dues brigades blindades britàniques no van poder avançar per protegir la infanteria. A primera llum, un destacament del 8è Regiment Panzer de la 15a Divisió Panzer va llançar un contraatac contra el 22è Batalló de la 4a Brigada de Nova Zelanda. Un fort intercanvi va fer caure els seus canons antitanc i la infanteria es va trobar exposada a la intempèrie sense cap altra alternativa que rendir-se. Aproximadament 350 neozelandesos van ser fets presoners.
Mentre la 2a Divisió de Nova Zelanda va atacar els vessants occidentals de Ruweisat Ridge, la 5a Brigada índia va aconseguir petits guanys a la cresta de Ruweisat a l'est. A les 07:00, finalment va arribar la notícia a la 2a Brigada Blindada, que va començar a moure's cap al nord-oest. Dos regiments es van veure embolicats en un camp de mines, però el tercer va poder unir-se a la 5a Brigada d'Infanteria de l'Índia mentre renovava el seu atac. Amb l'ajuda de l'armadura i l'artilleria, els indis van poder aconseguir els seus objectius a primera hora de la tarda. Mentrestant, la 22a Brigada Blindada s'havia enfrontat a Alam Nayil per la 90a Divisió Lleugera i la Divisió Blindada Ariete, avançant des del sud. Mentre, amb l'ajuda de columnes mòbils d'infanteria i d'artilleria de la 7a Divisió Blindada, van fer retrocedir la sonda de l'Eix amb facilitat, se'ls va impedir avançar cap al nord per protegir el flanc de Nova Zelanda.

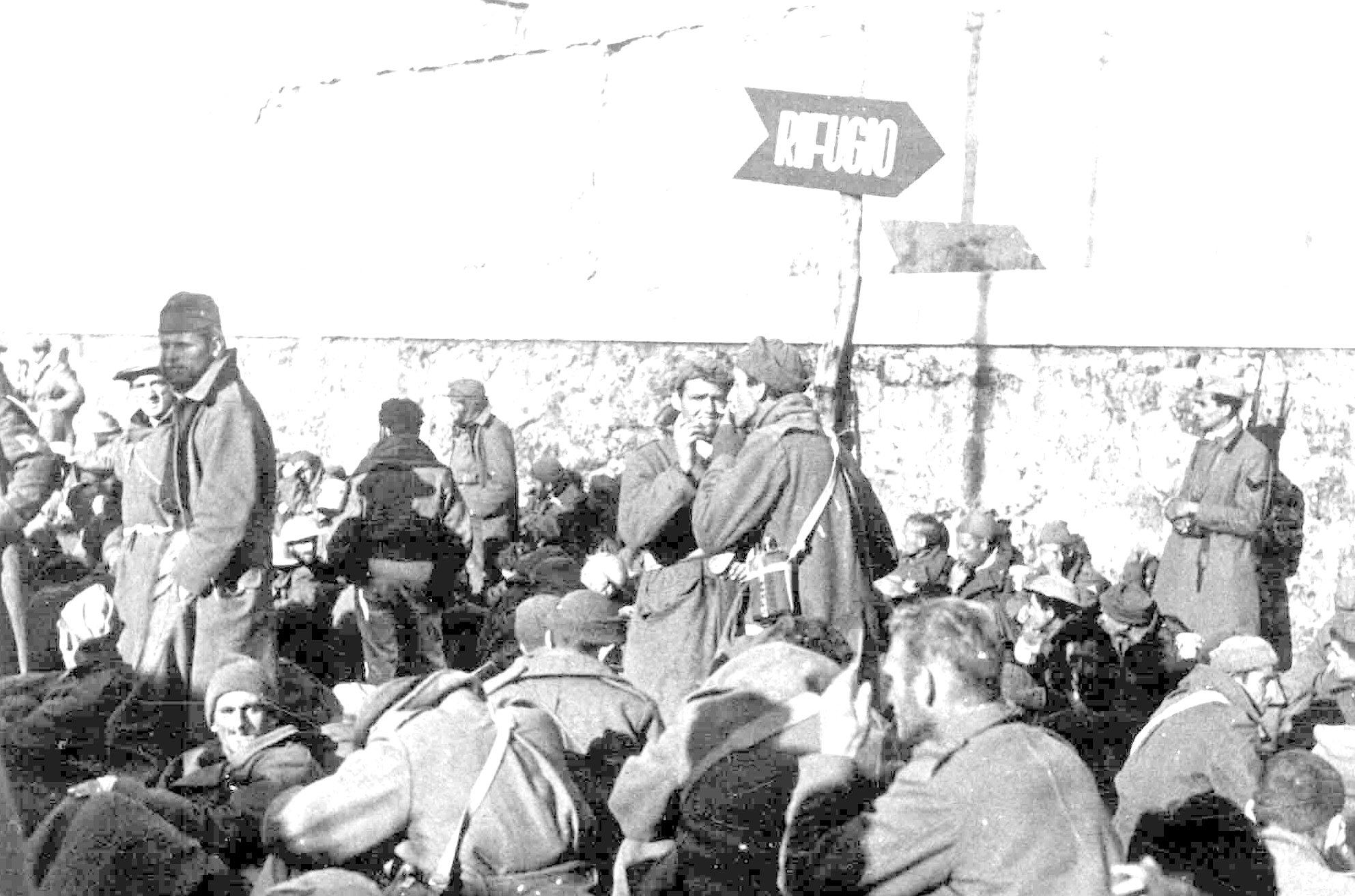
Presoners de guerra britànics, australians i neozelandesos a l'espera de transport a la terra ferma italiana.

En veure el Brescia i Pavia sota pressió, Rommel va precipitar les tropes alemanyes a Ruweisat. A les 15:00, el 3r Regiment de Reconeixement i part de la 21a Divisió Panzer del nord i el 33è Regiment de Reconeixement i el Grup Baade que comprenen elements de la 15a Divisió Panzer del sud estaven al seu lloc sota el comandament del Tinent General ( General der Panzertruppe ) Walther Nehring. A les 17:00, Nehring va llançar el seu contraatac. La 4a Brigada de Nova Zelanda encara no tenia armes de suport i també, en aquest moment, municions. Una vegada més, les defenses antitanc es van veure desbordades i uns 380 neozelandesos van ser fets presoners, inclòs el capità Charles Upham que va guanyar una segona Creu Victòria per les seves accions, incloent la destrucció d'un tanc alemany, diverses armes i vehicles amb granades tot i haver rebut un tret al colze per una bala de metralladora. Al voltant de les 18:00, el quarter general de la brigada va ser envaït. Al voltant de les 18:15, la 2a Brigada Blindada es va enfrontar amb l'armadura alemanya i va aturar l'avanç de l'Eix cap a l'est. Al capvespre, Nehring va interrompre l'acció.
A principis del 16 de juliol, Nehring va renovar el seu atac. La 5a Brigada d'Infanteria de l'Índia els va fer retrocedir, però pel trànsit de ràdio interceptat va quedar clar que es faria un nou intent. Es van fer preparatius intensos per excavar canons antitanc, es van organitzar plans de foc d'artilleria i un regiment de la 22a Brigada Cuirassada Gsent per reforçar la 2a Brigada Cuirassada. Quan l'atac es va reprendre a última hora de la tarda, va ser rebutjat. Després de la batalla, els indis van comptar 24 tancs noquejats, així com cotxes blindats i nombrosos canons antitanc que quedaven al camp de batalla.
En tres dies de combat, els aliats van prendre més de 2.000 presoners de l'Eix, la majoria de les divisions italianes de Brescia i Pavia ; la divisió de Nova Zelanda va patir 1.405 baixes. Els combats a Tel el Eisa i Ruweisat havien provocat la destrucció de tres divisions italianes, van obligar Rommel a tornar a desplegar la seva armadura des del sud i van fer necessari posar camps de mines davant de les divisions italianes restants i endurir-les amb destacaments de tropes alemanyes.

### Miteirya Ridge (cresta de les ruïnes)
Per alleujar la pressió a la cresta de Ruweisat, Auchinleck va ordenar a la 9a Divisió australiana que fes un altre atac des del nord. A les primeres hores del 17 de juliol, la 24a Brigada australiana —amb el suport del 44è Regiment de Tancs Reials (RTR) i una forta coberta de caces des de l'aire— va assaltar la cresta de Miteirya (coneguda com a "Cresta de les ruïnes" pels australians). L'atac nocturn inicial va anar bé, amb 736 presoners presos, la majoria de les divisions motoritzades italianes de Trento i Trieste . No obstant això, una vegada més, una situació crítica per a les forces de l'Eix es va recuperar amb vigorosos contraatacs de les forces alemanyes i italianes reunides precipitadament, que van obligar els australians a retirar-se a la seva línia de sortida amb 300 baixes. Tot i que la Història Oficial d'Austràlia del 2/32 Batalló de la 24a Brigada descriu la força de contraatac com "alemanya", l'historiador australià Mark Johnston informa que els registres alemanys indiquen que va ser la Divisió de Trento la que va envair el batalló australià.

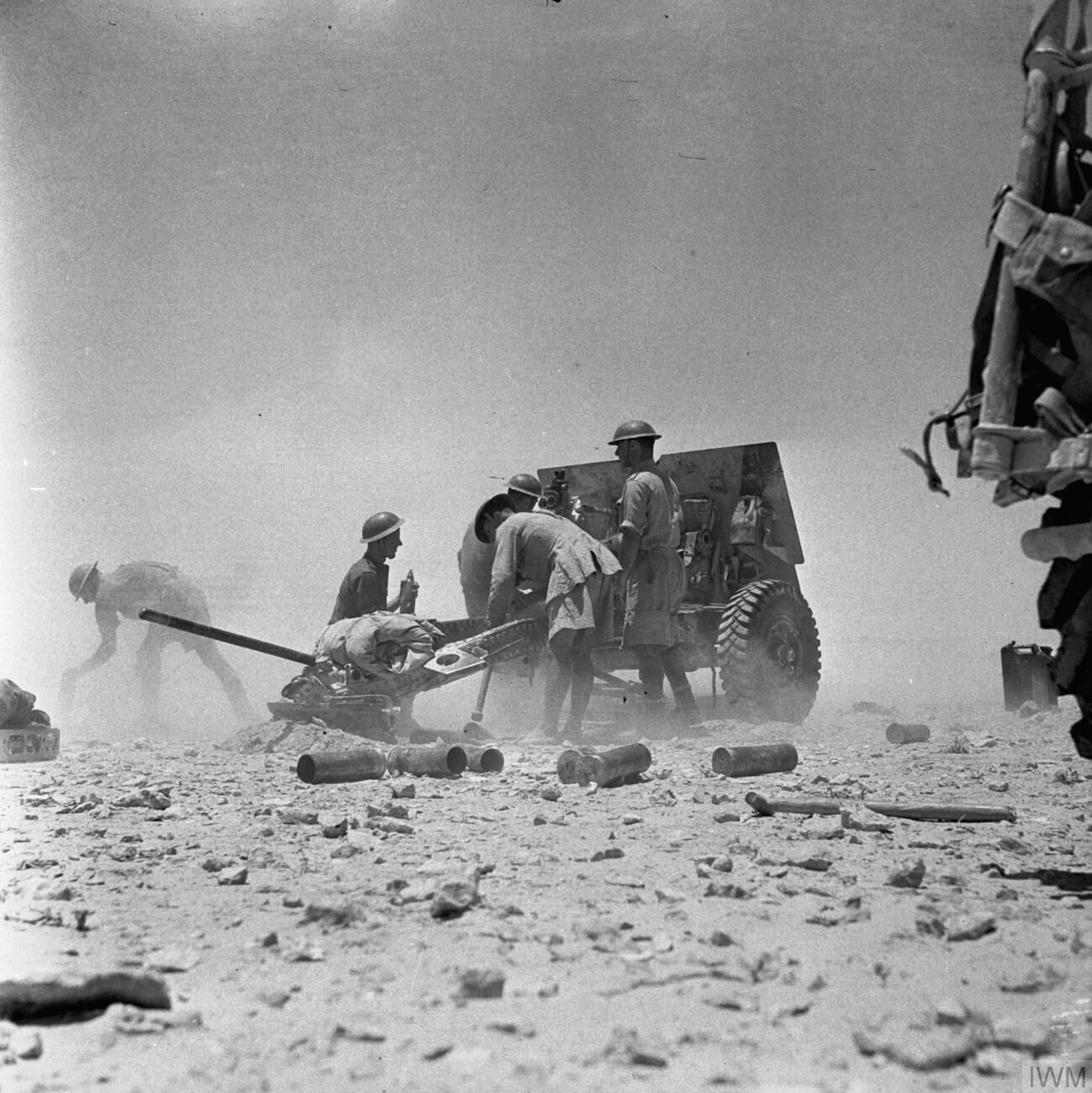
Un canó de camp de 25 pdr de l'11è Regiment de Camp, Artilleria Reial, en acció, juliol de 1942.

### Segona batalla de Ruweisat Ridge (El Mreir)
Segona batalla de Ruweisat Ridge (El Mreir) El Vuitè Exèrcit gaudia ara d'una superioritat material massiva sobre les forces de l'Eix: la 1a Divisió Blindada tenia 173 tancs i més en reserva o en trànsit, inclosos 61 Grants mentre Rommel només posseïa 38 tancs alemanys i 51 italians encara que les seves unitats blindades tenien algunes reparacions de 100 tancs.
El pla d'Auchinleck era que la 161a Brigada d'Infanteria índia atacava al llarg de la cresta de Ruweisat per prendre Deir el Shein, mentre que la 6a Brigada de Nova Zelanda atacava des del sud de la cresta fins a la depressió d'El Mreir. A la llum del dia, dues brigades cuirassades britàniques, la 2a Brigada Cuirassada i la 23a Brigada Cuirassada fresca, escombrarien el buit creat per la infanteria. El pla era complicat i ambiciós.
L'atac nocturn d'infanteria va començar a les 16:30 del 21 de juliol. L'atac de Nova Zelanda va prendre els seus objectius a la depressió d'El Mrreir però, una vegada més, molts vehicles no van arribar i van quedar sense braços de suport en una posició exposada. A l'alba del 22 de juliol, les brigades blindades britàniques no van tornar a avançar. A l'alba del 22 de juliol, els 5è i 8è Regiments Panzer de Nehring van respondre amb un ràpid contraatac que ràpidament va envair la infanteria de Nova Zelanda a l'aire lliure, causant més de 900 baixes als neozelandesos. La 2a Brigada Blindada va enviar dos regiments per ajudar, però van ser aturats per les mines i el foc antitanc.
L'atac de la 161a Brigada índia va tenir fortunes diverses. A l'esquerra, l'intent inicial de netejar l'extrem oest de Ruweisat va fracassar, però a les 08:00 va tenir èxit un nou atac del batalló de reserva. A la dreta, el batalló d'atac va irrompre a la posició de Deir el Shein però va ser rebutjat en lluita cos a cos.
Per agreujar el desastre a El Mreir, a les 08:00 el comandant de la 23a Brigada Blindada va ordenar a la seva brigada avançar, intentant seguir al peu de les seves ordres. El general de comandament Gatehouse, al comandament de la 1a Divisió Blindada, no estava convençut que un camí s'havia netejat adequadament als camps de mines i havia suggerit que es cancel·lés l'avanç. No obstant això, el comandant del XIII Cos, el tinent general William Gott, va rebutjar això i va ordenar l'atac però a la línia central 1 mi (1,6 km) al sud del pla original que creia erròniament que estava lliure de mines. Aquestes ordres no van poder arribar i l'atac va continuar com estava previst inicialment. La brigada es va trobar enfonsada en camps de mines i sota un fort foc. Després van ser contraatacats pel 21st Panzer a les 11:00 i obligats a retirar-se. La 23a Brigada Blindada va ser destruïda, amb la pèrdua de 40 tancs destruïts i 47 molt danyats.
A les 17:00, Gott va ordenar a la 5a Divisió d'Infanteria de l'Índia que executés un atac nocturn per capturar la meitat occidental de la cresta de Ruweisat i Deir el Shein. El 3/14è Regiment de Punjab de la 9a Brigada d'Infanteria Índia va atacar a les 02:00 del 23 de juliol, però va fracassar perquè van perdre la direcció. Un nou intent a la llum del dia va aconseguir entrar en la posició, però un foc intens des de tres costats va provocar que es perdés el control, ja que l'oficial al comandament va morir i quatre dels seus oficials superiors van resultar ferits o van desaparèixer.

### Represa de l'atac a Tel el Eisa

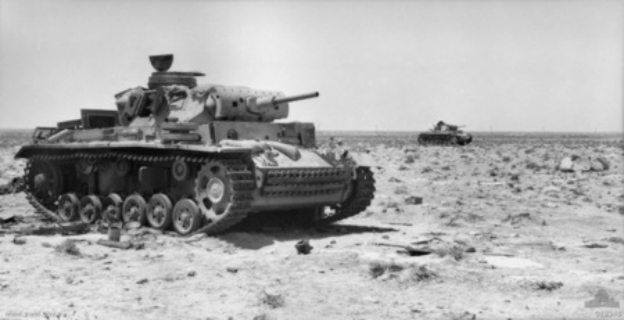
Panzer III destruïts prop de Tel el Eisa

Al nord, la 9a Divisió australiana va continuar els seus atacs. A les 06:00 del 22 de juliol, la 26a Brigada australiana va atacar Tel el Eisa i la 24a Brigada australiana va atacar Tel el Makh Khad cap a Miteirya (Ruin Ridge). Va ser durant aquest combat quan Arthur Stanley Gurney va realitzar les accions per les quals va ser guardonat pòstumament amb la Creu de Victòria. La lluita per Tel el Eisa va ser costosa, però a la tarda els australians van controlar la funció. Aquell vespre, la 24a Brigada australiana va atacar Tel el Makh Khad amb els tancs del 50è RTR en suport. La unitat de tancs no havia estat entrenada en suport d'infanteria proper i no es va coordinar amb la infanteria australiana. El resultat va ser que la infanteria i l'armadura van avançar de manera independent i havent assolit l'objectiu 50th RTR va perdre 23 tancs perquè no tenien suport d'infanteria.
Una vegada més, el Vuitè Exèrcit no havia aconseguit destruir les forces de Rommel, malgrat la seva superioritat aclaparadora en homes i equipament. D'altra banda, per a Rommel la situació continuava essent greu ja que, malgrat l'èxit de les operacions defensives, la seva infanteria havia patit grans pèrdues i va informar que "la situació és extremadament crítica".

### Operació Manhood

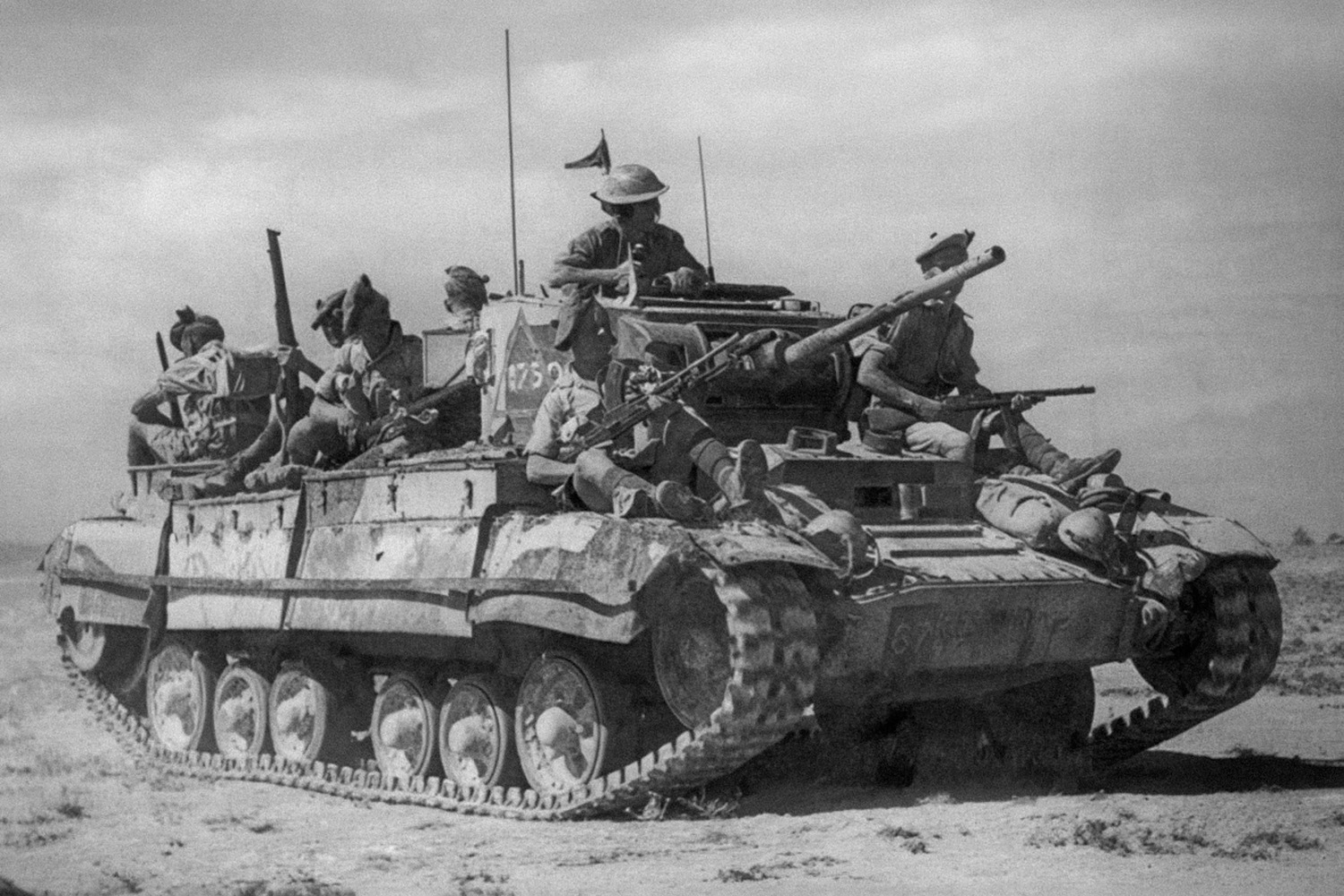
Un tanc Valentine al nord d'Àfrica, transportant infanteria britànica

Els dies 26 i 27 de juliol, Auchinleck va llançar l'operació Manhood al sector nord en un intent final de trencar les forces de l'Eix. El XXX Cos es va reforçar amb la 1a Divisió Blindada (menys la 22a Brigada Cuirassada), la 4a Brigada Cuirassada Lleugera i la 69a Brigada d'Infanteria. El pla era trencar la línia enemiga al sud de la cresta de Miteirya i explotar el nord-oest. Els sud-africans havien de fer i marcar un buit als camps de mines al sud-est de Miteirya a la mitjanit del 26/27 de juliol. A la 01:00 del 27 de juliol, la 24a Brigada d'Infanteria d'Austràlia havia d'haver capturat l'extrem oriental de la cresta de Miteirya i explotaria cap al nord-oest. La 69a Brigada d'Infanteria passaria per la bretxa del camp de mines creada pels sud-africans fins a Deir el Dhib i netejaria i marcaria buits en camps de mines addicionals. La 2a Brigada Blindada passaria llavors a El Wishka i la seguiria la 4a Brigada Blindada Lleugera que atacaria les línies de comunicació de l'Eix.

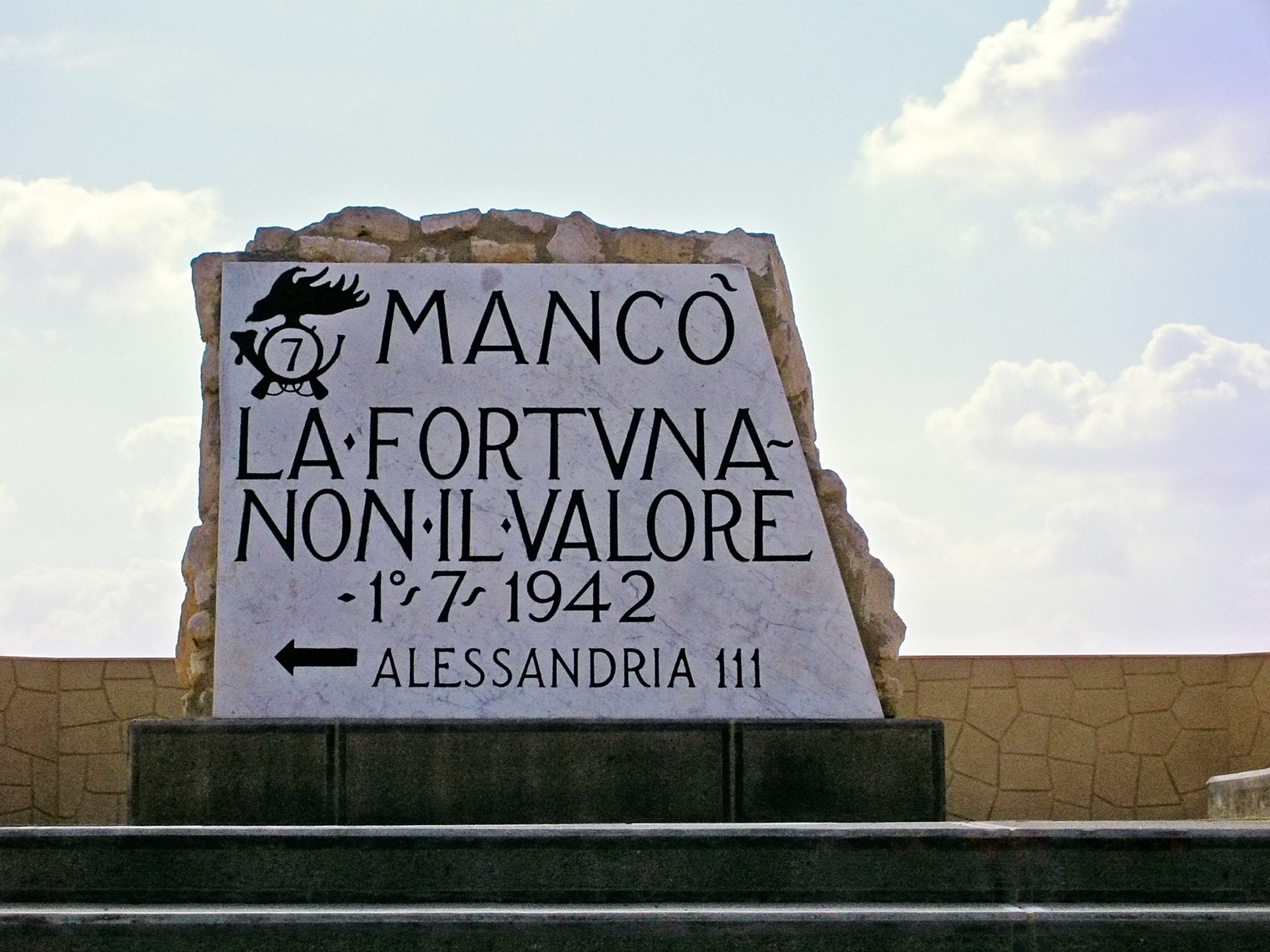
Pedra commemorativa col·locada pel 7è Regiment de Bersaglieri a la carretera d'Alexandria a El Alamein a la línia de les aigües altes per a l'avanç italià. La inscripció diu: Mancò la fortuna, non-il valore (Una falta de fortuna, no de valor).

Aquest era el tercer intent de trencar el sector nord, i els defensors de l'Eix esperaven l'atac. Com els atacs anteriors, va ser precipitat i, per tant, mal planificat. La 24a Brigada australiana va aconseguir portar els seus objectius a Miteirya Ridge a les 02:00 del 27 de juliol. Cap al sud, la 69a Brigada britànica va partir a la 01:30 i va aconseguir agafar els seus objectius cap a les 08:00. Tanmateix, les unitats antitanc de suport es van perdre a la foscor o es van retardar pels camps de mines, deixant els atacants aïllats i exposats quan va arribar la llum del dia. Va seguir un període durant el qual els informes del front de batalla sobre els buits dels camps minats van ser confosos i conflictius. Com a conseqüència, l'avanç de la 2a Brigada Blindada es va retardar. Rommel va llançar un contraatac immediat i els grups de batalla blindats alemanys van envair els dos batallons avançats de la 69a Brigada. Mentrestant, el 50è RTR que donava suport als australians tenia dificultats per localitzar els buits dels camps minats fets pel 2/24è Batalló australià. No van trobar una ruta i en el procés van ser atrapats per un fort foc i van perdre 13 tancs. El 2/28è batalló australià sense suport a la cresta va ser envaït. La 69a Brigada va patir 600 baixes i els australians 400 sense guany.
El Vuitè Exèrcit estava esgotat, i el 31 de juliol Auchinleck va ordenar la fi de les operacions ofensives i l'enfortiment de les defenses per fer front a una gran contraofensiva.
Rommel va culpar més tard del fracàs de trencar el Nil a com s'havien assecat les fonts de subministrament del seu exèrcit i com:
| «         | aleshores el poder de resistència de moltes formacions italianes es va esfondrar. Els deures de camaraderia, especialment per a mi com a comandant en cap, m'obliga a afirmar inequívocament que les derrotes que les formacions italianes van patir a Alamein a principis de juliol no van ser culpa del soldat italià. L'italià era voluntari, desinteressat i bon company, i, tenint en compte les condicions en què servia, sempre havia donat millor que la mitjana. No hi ha dubte que l'assoliment de totes les unitats italianes, especialment de les forces motoritzades, va superar amb escreix qualsevol cosa que l'exèrcit italià havia fet durant cent anys. Molts generals i oficials italians es van guanyar la nostra admiració com a homes i com a soldats. La causa de la derrota italiana va tenir les seves arrels en tot l'estat i sistema militar italià, en el seu pobre armament i en el desinterès general per la guerra de molts italians, tant oficials com estadistes. Aquest fracàs italià va impedir sovint la realització dels meus plans. | » |
| — Rommel, | |   |

Rommel es va queixar amargament del fracàs d'importants combois italians a l'hora de fer arribar tancs i subministraments desesperats, culpant sempre al Comandament Suprem italià, sense sospitar mai de trencar el codi britànic.
Segons el doctor James Sadkovich i altres, Rommel sovint mostrava una clara tendència a culpar i boc expiatori als seus aliats italians per cobrir els seus propis errors i deficiències com a comandant en el camp. Per exemple, mentre Rommel era un molt bon comandant tàctic, els alts comandaments italians i alemanys estaven preocupats perquè no tenia consciència operativa i sentit dels objectius estratègics. El doctor Sadkovich assenyala que sovint superava la seva logística i malgastava el valuós material i recursos militars (sobretot italians), batalla rere batalla, sense objectius estratègics clars o una apreciació de la limitada logística amb la qual els seus aliats italians intentaven desesperadament proporcionar-li.

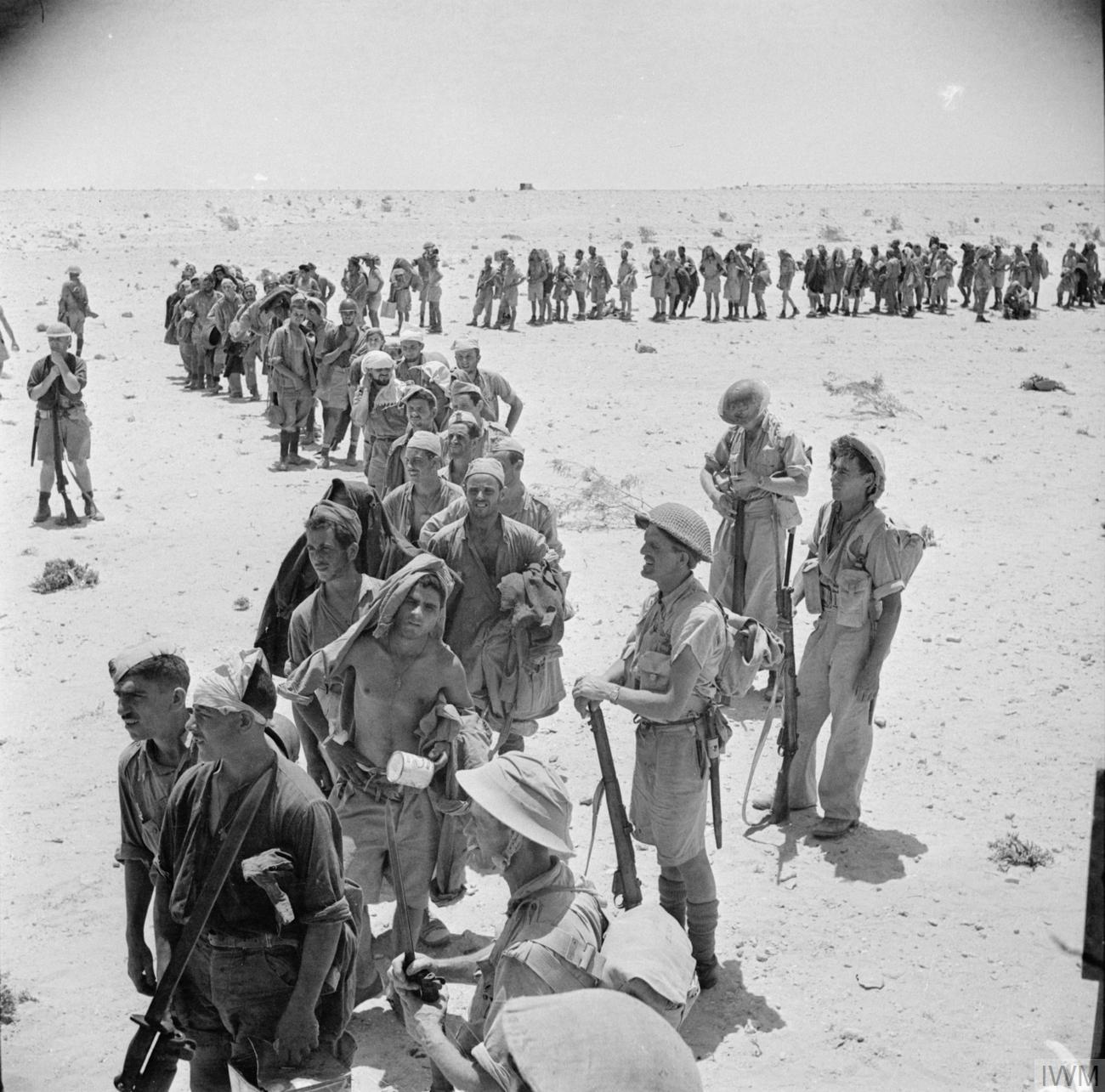
Presoners alemanys i italians capturats durant l'avanç a la cresta de Ruweisat, juliol de 1942

### Conseqüències
La batalla va ser un punt mort, però havia aturat l'avanç de l'Eix cap a Alexandria (i després el Caire i finalment el canal de Suez). El Vuitè Exèrcit havia patit més de 13.000 baixes al juliol, incloses 4.000 a la 2a divisió de Nova Zelanda, 3.000 a la 5a divisió d'infanteria índia i 2.552 víctimes de batalla a la 9a divisió australiana, però havia pres 7.000 presoners i va infligir greus danys als homes i màquines de l'Eix. En el seu reconeixement del 27 de juliol, Auchinleck va escriure que el Vuitè Exèrcit no estaria preparat per atacar de nou fins a mitjans de setembre com a molt aviat. Creia que com que Rommel entenia que amb el pas del temps la situació aliada només milloraria, es va veure obligat a atacar el més aviat possible i abans de finals d'agost quan tindria superioritat en blindatge. Per tant, Auchinleck va fer plans per a una batalla defensiva.
A principis d'agost, Winston Churchill i el general Sir Alan Brooke —el cap de l'Estat Major Imperial (CIGS)— van visitar el Caire de camí per trobar-se amb Joseph Stalin a Moscou. Van decidir reemplaçar Auchinleck, nomenant el comandant del XIII Cos, William Gott, al comandament del Vuitè Exèrcit i el general Sir Harold Alexander com a comandament de l'Orient Mitjà. Pèrsia i l'Iraq s'havien de separar del Comandament de l'Orient Mitjà com a comandament separat de Pèrsia i Iraq i a Auchinleck se li va oferir el càrrec de C-en-C (que es va negar). Gott va ser assassinat de camí per prendre el seu comandament quan el seu avió va ser abatut. El tinent general Bernard Montgomery va ser nomenat en el seu lloc i va prendre el comandament el 13 d'agost.

## Llegat
La batalla i la Segona Batalla d'El Alamein tres mesos després segueixen sent importants per a alguns dels països que hi van participar. Particularment a Nova Zelanda, això es deu a la contribució significativa del país a la defensa d'El Alamein, especialment al gran paper que va jugar el Batalló Maori. Els membres d'aquest batalló han estat titllats d'herois de guerra des d'aleshores, com ara el comandant Frederick Baker, James Henare i Eruera Te Whiti o Rongomai Love, l'últim dels quals va morir en acció.